# Закусочна на колесах
«Закусочна на колесах» (англ. Wheels on Meals) — гонконгський фільм з Джекі Чаном, Саммо Хунгом і Єн Біяо в головних ролях. Фільм вийшов на екрани у 1984 році.
Барселона, Іспанія, 1980-ті. Двоє двоюрідних братів (Джекі Чан і Єн Біяо) мають малий бізнес — тримають автомобіль-закусочну. Вони працюють в різних місцях Барселони, живуть звичайним радісним і здоровим життям. Аж раптом в їхньому житті з'являється дівчина-злодійка, що приносить низку невдач і пригод братам.

## Сюжет
Томас і Девід — двоюрідні брати, власники фургона швидкого харчування в Барселоні. Девід готує їжу, а Томас розносить її, користуючись скейтбордом. Бізнес іде непогано, поки брати не вирішують обслуговувати нове місце. Там влаштовують перегони байкери, що відлякує клієнтів. Томас і Девід встряють у бійку з байкерами та проганяють їх.
Вони відвідують батька Девіда, який перебуває в психлікарні (сам він пояснює це тим, що «надто розумний»), і стикаються з Сільвією, дочкою його коханки Глорії, що також там лікується. Томас заохочує свою двоюрідну сестру влаштувати Девіду побачення з Сільвією. Але той відмовляється, кажучи, що вона все одно не погодилася б.
Пізніше вночі, перебуваючи у фургоні, Томас випадково бачить як Сільвіє вдає з себе повію, щоб обікрасти чоловіка. Крадіжка викривається, Сільвія переховується в фургоні. Томас і Девід дозволяють їй переночувати в себе вдома. Як пояснює Сільвія, гроші вона збирає на лікування матері. Томас не вірить і підозрює, що Сільвія обкраде і їх, тому вирішує сховати гроші.
Наступного дня виявляється, що Сільвія розгадала хитрість і все ж украла гроші, безслідно зникнувши. Тим часом її розшукує Мобі, незграбний приватний детектив, якому невідомий клієнт дав завдання знайти Сільвію. Випадково детектив стає жертвою Сильвії, але потім її переслідує група злочинців. Мобі вирушає навздогін за злодійкою і перешкоджає спробі злочинців її викрасти. Щоб дізнатися хто за цим стоїть, детектив призначає Девіду й Томасу зустріч у клубі, бо саме в них востаннє ночувала Сільвія. Брати відмовляються розповісти про дівчину.
Сільвію знову переслідують. Томас і Девід захищають її, після чого вона пропонує якось віддячити. Брати вирішують взяти Сільвію в підмогу у своєму бізнесі. Через це вона трапляється на очі Мобі, коли її вкотре переслідують злочинці. Детектив розуміє, що клієнт, який замовив пошук дівчини — це ватажок тих самих зловмисників.
Томас, Девід і Мобі відволікають переслідувачів і оточують замовника, Вайнлайна. Той зізнається, що був дворецьким графа Лобоса. Оскільки граф не мав дітей від дружини, а лише від служниці Глорії, то після його смерті спадок належить Сільвії. Його хоче відібрати брат Лобоса, граф Мондл, і в нього лишається три дні, щоб підтвердити своє спадкоємство. Мобі вигадує як проникнути в психлікарню, щоб завадити Мондлу захопити Глорію. Попри те граф випереджає його, викрадає Глорію з Сільвією та везе у свій замок.
Уночі Томас, Девід і Мобі прибираються до замку, але Девіда схоплюють охоронці. Поки Томас і Мобі шукають графа, Девід звільняється. Втрьох вони змушують лиходія відступити.
Глорію випускають, а Мобі розповідає про нову справу — розшукати викраденого вождя ескімосів. Томас і Девід відмовляються. Сільвія, попри великий спадок, вирішує лишитися працювати на літо в закусочній на колесах.

## В ролях
- Джекі Чан — Томас
- Єн Біяо — Девід
- Саммо Хунг — Мобі
- Лола Форнер — Сільвія
- Бенні Уркюдез — боєць Вайлана
- Кейт Віталі — боєць Вайлана
- Герб Едельман — Метт
- Пепе Санчо — Вайлан
- Сюзана Сентіс — Глорія
- Паул Чанг — батько Девіда

## Касові збори
«Закусочна на колесах» зібрала 21 465 013 гонконгських доларів, за весь театральний пробіг в Гонконгу.